# Punta Clapmatch
La punta Clapmatch (en inglés: Clapmatch Point), es una punta formada por lava y penetrada por estrechas hendiduras, que conforma el punto suroeste de la isla Candelaria en el archipiélago Candelaria en las islas Sandwich del Sur.

## Historia
El nombre fue aplicado por el Comité de Topónimos Antárticos del Reino Unido en 1971, haciendo referencia a un nombre tradicional que utilizan los foqueros en idioma inglés para las hembras de la especie Arctocephalinae (lobos marinos). Hay una colonia reproductora de estos animales en la punta.
La isla nunca fue habitada ni ocupada, y es reclamada por el Reino Unido como parte del territorio británico de ultramar de las Islas Georgias del Sur y Sandwich del Sur y por la República Argentina, que la hace parte del departamento Islas del Atlántico Sur dentro de la provincia de Tierra del Fuego, Antártida e Islas del Atlántico Sur.